# Daney Céspedes
Daney Lisbeth Céspedes Rojas – peruwiańska zapaśniczka walcząca w stylu wolnym. Siódma na igrzyskach panamerykańskich w 2007. Zdobyła dwa medale na igrzyskach Ameryki Południowej, złoty w 2010. Wicemistrzyni Ameryki Południowej w 2009. Trzecia na igrzyskach boliwaryjskich w 2009 roku.